# Vacaville
Vacaville város az USA Kalifornia államában, Solano megyében. Lakosainak száma 102 386 fő (2020. április 1.).

## Népesség
A település népességének változása:
| Lakosok száma | 343  | 92 428 | 102 386 |
|               | 1870 | 2010   | 2020    |